# San Cristóbal (Venezuela)
San Cristóbal je hlavní město venezuelského státu Táchira. Nachází se v hornatém regionu na západě Venezuely, 818 metrů nad mořem a přibližně 56 kilometrů od hranic se státem Kolumbie.

## Historie
San Cristóbal založil v roce 1561 Juan de Maldonado. Od té doby se město velmi rychle vyvíjelo. Stalo jedním z nejdůležitějších průmyslových a obchodních center v zemi, zvláště díky jeho bohaté půdě a vzdálenosti od hranic s Kolumbií.
Město bylo v roce 1875 několikrát poškozeno Cúcutským zemětřesením (také známým jako Andské zemětřesení). San Cristóbal se nachází na silnici Panamericana.

## Vzdělání
V San Cristóbal žije mnoho studentů, protože se zde nachází velké množství škol a univerzit. Například:
- Universidad Nacional Experimental del Tachira (UNET): vyučuje se zde inženýrství v elektrotechnice, mechanice, zemědělství a informačních systémech, architektura, hudba.
- Universidad de los Andes (ULA): Obchod, úřednictví, žurnalistika, jazyky, medicína.
- Universidad Catolica del Tachira: právo, kriminologie, účetnictví, marketing, obchod.

## Partnerská města
- Seseña, Španělsko
- Cúcuta, Kolumbie
- Nuevo Berlin, Uruguay
- Mitrovica, Kosovo
- Omaha, Spojené státy
- San Cristóbal de Cuéllar, Španělsko